# Santo Antônio de Goiás
Santo Antônio de Goiás är en kommun i Brasilien.   Den ligger i delstaten Goiás, i den centrala delen av landet, 170 km sydväst om huvudstaden Brasília. Antalet invånare är 4 690.
Omgivningarna runt Santo Antônio de Goiás är huvudsakligen savann. Runt Santo Antônio de Goiás är det tätbefolkat, med 411 invånare per kvadratkilometer.